# THE UNRAVELING
『THE UNRAVELING』（ジ・アンラヴェリング）は、日本のバンドDIR EN GREYのメジャー2枚目のミニアルバム。

## 概要
- 2012年12月25日の国際フォーラム公演で発売が告知された。
- 完全受注生産限定盤、初回生産限定盤、通常盤の3パターンでリリースされた。
- 新曲は1曲だけでその他は過去に発表した楽曲の再録・再構築版で構成されている。
- 4月2日付けオリコンデイリーランキングで同バンド初の1位を獲得した。
- iTunesでは「Unraveling」「かすみ」「THE FINAL」のみ配信されている。
- 「かすみ」「THE FINAL」に関しては、海外では人気な楽曲であるにもかかわらず正式なリリースが無いという事情で選曲したとメンバーは語っている。また本来「かすみ」にて使用するギターを海外へ持って来ておらず、『DUM SPIRO SPERO』の一連のツアーでメインとなる7弦ギターで演奏出来るようアレンジし直すことを考えていたとDieは語っている。

## 収録曲

### Disc 1
完全受注生産限定盤、初回生産限定盤、通常盤共通の内容となっている。
1. Unraveling
新曲。エログロな歌詞となっており、PVでは終始、メンバーの演奏風景と母子虐待が交互に錯綜する映像となっている。
2015年4月にPV集『Average Sorrow』でフルサイズのPVが収録されたが、ソニー・ミュージックの方針により一部映像に規制がかけられている。
無修正版はその5ヶ月後に発売された『AVERAGE PSYCHO 2』に収録された。
2. 業
「カルマ」と読む。関係者への配布デモテープ、『「楓」〜if trans…〜』、そして今回の再構築で3度目のレコーディングである。
3. かすみ
17thシングル「かすみ」を、7弦ギター・5弦ベース編成で再アレンジしたもの。
4. 鴉
3rdアルバム『鬼葬』に収録されている「鴉-karasu-」を再構築したもの。サビの展開が大きく異なっており、歌詞も新たに書き起こされている。
5. Bottom of the death valley
3rdアルバム『鬼葬』に収録されている「Bottom of the death valley」を再構築したもの。
6. Unknown.Despair.Lost
1stシングル「JEALOUS」のカップリング曲「Unknown…Despair…a Lost」を再構築したもの。
アコースティックギターによる静かな前奏が挿入されているが、ライブでは省略されている。
7. THE FINAL
18thシングル「THE FINAL」を、7弦ギター・5弦ベース編成で再アレンジしたもの。「かすみ」と共に曲構成に関しては大きな変化は無いものの、ツインギターソロの追加、歌い癖を無くしたなどの細かな違いがある。

### Disc 2（完全受注生産限定盤）
1. MACABRE
2ndアルバム『MACABRE』に収録されている「MACABRE－揚羽ノ羽三ノ夢ハ二蛹一－」を、原曲のパートはそのままにしつつ、その後に第二章として新たな展開を追加したもの。結果的に曲そのものの尺が更に長くなっている。
「原曲が絵を単純に次から次へと見せていく感じに対して、再録はどちらかと言うともっと緻密に構築して、楽曲としてもしっかり成り立つようにした[1]」と薫は語っている。
2. Unraveling (Unplugged Ver.)
かつて22ndシングル「GLASS SKIN」のカップリング曲「AGITATED SCREAMS OF MAGGOTS-UNPLUGGED-」を手掛けたただすけがアレンジを担当。
3. THE FINAL (Unplugged Ver.)
バンド内にてマニピュレーターを務める匠によるアレンジ。

### Disc 2 -DVD DISC-（初回限定盤）
1. THE UNRAVELING (Scenes From Recording)

### Disc 3 -DVD DISC-（完全受注生産限定盤）
1. 輪郭 (Shot In One Take)
2. 霧と繭 (Shot In One Take)
3. 滴る朦朧 [LIVE]
Live Take at TOKYO INTERNATIONAL FORUM HALL A on December 25, 2012
4. 獣慾 [LIVE]
Live Take at TOKYO INTERNATIONAL FORUM HALL A on December 25, 2012
5. INTERVIEW ON THE UNRAVELING
6. THE UNRAVELING (Scenes From Recording)